# Passo della Furka
Il passo della Furka (in tedesco Furkapass, in francese col de la Furka, in romancio pass dal Furca) è un valico alpino svizzero.

## Geografia
È il terzo valico stradale più alto della Svizzera dopo Passo dell'Umbrail e Passo della Novena. Collega, scollinando a una quota di 2.436 m s.l.m., la valle di Orsera, nel canton Uri, alla valle di Goms, nell'alto Vallese.  Dal punto di vista idrografico esso si trova sullo spartiacque che divide il bacino del Reno sulla parte urana, da quello del Rodano in Vallese e orograficamente separa le Alpi Lepontine dalle Alpi Bernesi.

## Trasporti
Fino al 1981 era superato, oltre che con la strada carrozzabile, anche con la ferrovia, che superava l'ostacolo a una quota di 2.100 m con una cremagliera e un breve tunnel. Nel 1981 fu aperta una galleria ferroviaria che collega Realp (Canton Uri) a Oberwald (Canton Vallese). Questo collegamento permette, con l'uso di treni navetta, di trasportare rapidamente anche in inverno le vetture tra le due valli. Sotto il passo transita il famoso Glacier Express, treno che collega Zermatt con Sankt Moritz.

## Alpinismo
Il passo della Furka è noto come una delle mete europee dell'alpinismo, con il vicino passo del Grimsel. A differenza di questo il Furka è caratterizzato da salite classiche di alta montagna con avvicinamenti importanti e ambienti selvaggi.

## Curiosità
Sul passo è ambientata una scena del film Goldfinger, terzo film della saga di James Bond, interpretato da Sean Connery.